# Stamford (Vermont)
Stamford es un pueblo ubicado en el condado de Bennington en el estado estadounidense de Vermont. En el año 2010 tenía una población de 824 habitantes y una densidad poblacional de 8,03 personas por km².

## Geografía
Stamford se encuentra ubicado en las coordenadas 42°46′12″N 73°4′48″O / 42.77000, -73.08000.

## Demografía
Según la Oficina del Censo en 2000 los ingresos medios por hogar en la localidad eran de $48,988 y los ingresos medios por familia eran $49,345. Los hombres tenían unos ingresos medios de $39,196 frente a los $24,375 para las mujeres. La renta per cápita para la localidad era de $19,575. Alrededor del 3.8% de la población estaba por debajo del umbral de pobreza.